# Berčinac
Berčinac (cyr. Берчинац) – wieś w Serbii, w okręgu niszawskim, w mieście Nisz. W 2011 roku liczyła 105 mieszkańców.